# 幣塚古墳
幣塚古墳（ぬさづかこふん）は、兵庫県明石市魚住町清水にある古墳。形状は円墳。明石市指定史跡に指定されている。

## 概要

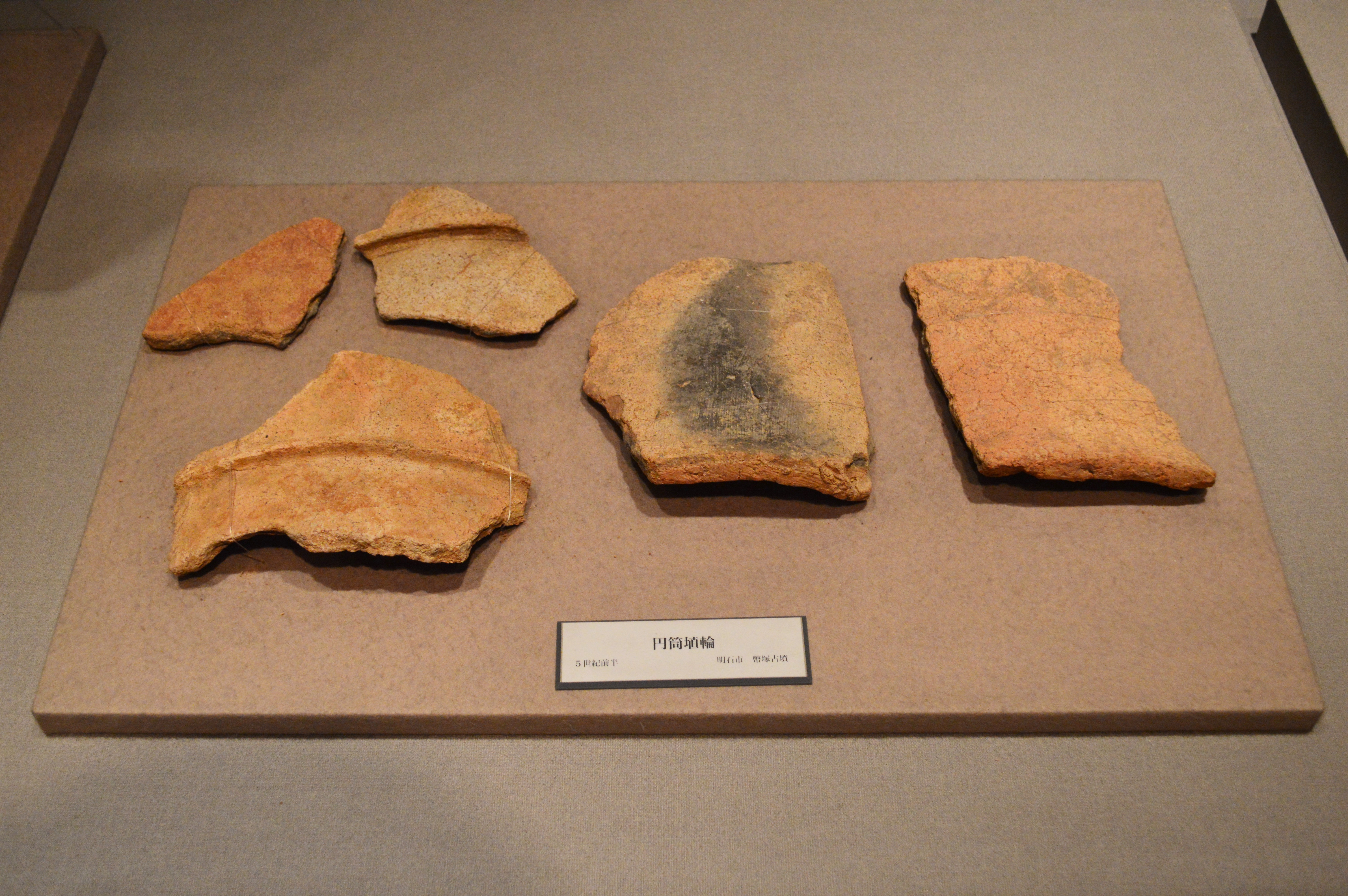
出土埴輪明石市立文化博物館展示。

兵庫県南部、瀬戸川東岸の段丘突端部に築造された古墳である。1886年（明治19年）に乱掘に遭っているほか、1992年（平成4年）に発掘調査が実施されている。
墳形は円形で、直径34メートル・高さ4メートルを測り、明石市内の円墳としては最大規模になる。墳丘表面では葺石（5センチメートル程度の円礫による）が認められるほか、鰭付円筒埴輪（鰭付朝顔形埴輪含む）が検出されている。埴輪の形態・成分の分析によれば五色塚古墳（神戸市）と産地が共通するとして注目される。埋葬施設は竪穴式石室で、板石によって構築される。明治期の乱掘の際、石室内面に朱が塗られていることが確認されているほか、刀身1、勾玉・管玉・小玉100程度が出土している。発掘調査では石室の排水溝が検出されている。
この幣塚古墳は、古墳時代中期初頭の4世紀後半-5世紀初頭頃の築造と推定される。瀬戸川流域の豪族の墓と推測されるほか、旧明石郡域では西端に位置し、かつ埴輪は五色塚古墳と同一の工人による製作と考えられることから、五色塚古墳の被葬者との関係を含めた当時の政治情勢を考察するうえで重要視される古墳になる。
古墳域は2012年度（平成24年度）に明石市指定史跡に指定されている。

## 遺跡歴
- 文化5年（1808年）の魚住村の水利絵図に「糠塚山」として記載[3][2]。
- 1886年（明治19年）、乱掘。副葬品の出土（現在は所在不明）[3][2]。
- 1992年（平成4年）、宅地開発に伴う墳丘裾部の発掘調査。埴輪21基の確認[1]。
- 2012年度（平成24年度）、明石市指定史跡に指定[1]。

## 文化財

### 明石市指定文化財
- 史跡
  - 幣塚古墳 - 2012年度（平成24年度）指定[1]。

## 関連施設
- 明石市立文化博物館（明石市上ノ丸） - 幣塚古墳の出土品等を保管・展示。

## 関連文献
（記事執筆に使用していない関連文献）
- 『明石市史資料 第4集（考古篇）』明石市教育委員会、1985年。
- 『発掘された明石の歴史展 -最近の発掘調査の成果から-』明石市立文化博物館、1994年。